# Nelly Landry
Nelly Adamson Landry (Bruges, 28 de dezembro de 1916 – Paris, 11 de fevereiro de 2010) foi uma jogadora de tênis feminino da Bélgica (tornou-se cidadã francesa depois do casamento). Ela foi a campeã individual feminina em 1948 no Campeonato Francês, batendo Shirley Fry. Ela também foi finalista em 1938, perdendo para Simonne Mathieu, e chegou novamente à final em 1949, perdendo para Margaret Osborne duPont.
De acordo com John Olliff do The Daily Telegraph e do Daily Mail, Landry foi classificada entre as dez primeiras do mundo em 1946 e 1948 (nenhum ranking foi publicado de 1940 a 1945), alcançando o recorde da carreira no 7º lugar do ranking mundial em 1946.

Nelly Adamson casou-se com Pierre Henri Landry em fevereiro de 1937 e posteriormente com Marcel Renault, ambos ex-tenistas franceses.